# Reyer Venezia 1956-1957
Questa voce raccoglie le informazioni riguardanti la Reyer Venezia nelle competizioni ufficiali della stagione 1956-1957.

## Stagione
La Reyer Venezia disputa il campionato di Serie A Elette  terminando al'11º posto (su 12 squadre) venendo così retrocessa in serie A.

## Rosa 1956-1957
- Giulio Geroli
- Giorgio Dario
- Donega
- Vianello
- Venturi
- Luigi Borsoi
- Toso
- Ezio Lessana[1]
- Giuseppe Stefanini
- Italo Campanini
- Mimi Stefanidis
- Pietro Girardo[2]
- Giuseppe Rossi
- Carlin
- Giancarlo Dalla Chiara[3][4][5]

Allenatore: Giulio Geroli